# Зуєв Олександр Михайлович
Олександр Михайлович Зуєв (17 липня 1961 — 10 червня 2001) — колишній капітан ВПС СРСР, відомий тим, що 1989 року перегнав винищувач МіГ-29 в Туреччину. Здобув політичний притулок в США.

## Біографія
Закінчив Армавірське вище військове авіаційне училище льотчиків в 1982 році. Служив в ескадрильї винищувачів МіГ-23. Був одним з перших льотчиків, обраних для перенавчання на новий винищувач МіГ-29 (це дозволило йому уникнути відряджання на війну в Афганістані); за деякими повідомленнями, брав участь у військових випробуваннях літака.
У кінці 1980-х років у Зуєва почалися проблеми на службі й в особистому житті. У своїй книзі він описує, як поступово розчаровувався в радянському суспільстві і ладі. За його власними словами, «останньою краплею» для нього стали події в Тбілісі 9 квітня 1989. У цей час Зуєв служив в 176-му гвардійському винищувальному авіаполку на аеродромі Миха-Цхакая (Грузія). Він думав про відхід зі збройних сил, але врешті-решт зробив вибір на користь викрадення новітнього радянського винищувача на Захід.
У ніч на 20 травня 1989 року пілот 176-го ВАП військовий льотчик 1-го класу капітан О. М. Зуєв був черговим по прийому і випуску літаків. Він оголосив усім, хто перебував на чергуванні льотчикам і технікам, що у нього народився син (насправді народження сина відбулося через кілька днів), і з цього приводу пригостив усіх спеціально підготовленим тортом, куди була додана велика доза снодійного. У цей час відбулася перезміна вартових біля чергових літаків, і на посаду заступив механік, якому не вдалося розбудити нікого з товаришів. Зуєв спробував обеззброїти механіка, зазнав невдачі, вистрілив у нього з пістолета і поранив, але і сам отримав поранення в руку, коли механік відкрив вогонь. Чергові літаки були майже повністю готові до вильоту, і Зуєв злетів на одному з них. Після зльоту він збирався розстріляти з авіагармати інші літаки чергового ланки, щоб його не спробували перехопити, проте не зміг, оскільки забув зняти з гармати одне з двох блокувань.
Зуєв перелетів у Трабзон (Туреччина). Першими його словами на турецькому аеродромі були «я — американець!». Це він сказав охоронцеві аеропорту. У Туреччині його судили за звинуваченням у викраденні літака і виправдали, визнавши, що його дії носили політичний характер. Турецька влада терміново повернула літак Радянському Союзові. Зуєв отримав політичний притулок у США.
Консультував ВПС США перед початком воєнної операції «Буря в пустелі», а в 1992 році в співавторстві з Мелкомом Маконелом опублікував книгу про свою втечу.
Загинув в авіакатастрофі 10 червня 2001 року, розбившись на радянському навчально-тренувальному літаку Як-52 за 160 км північніше Сіетла.

## Додатково
- В'ячеслав Федоров. «Перелетчики» [Архівовано 11 лютого 2011 у Wayback Machine.]
- А. Ю. Гарнаев. «Аероузел-2» [Архівовано 30 січня 2013 у Wayback Machine.] — Олександр Гарнаєв про зустріч з Зуєвим після втечі